# شرود ذهني

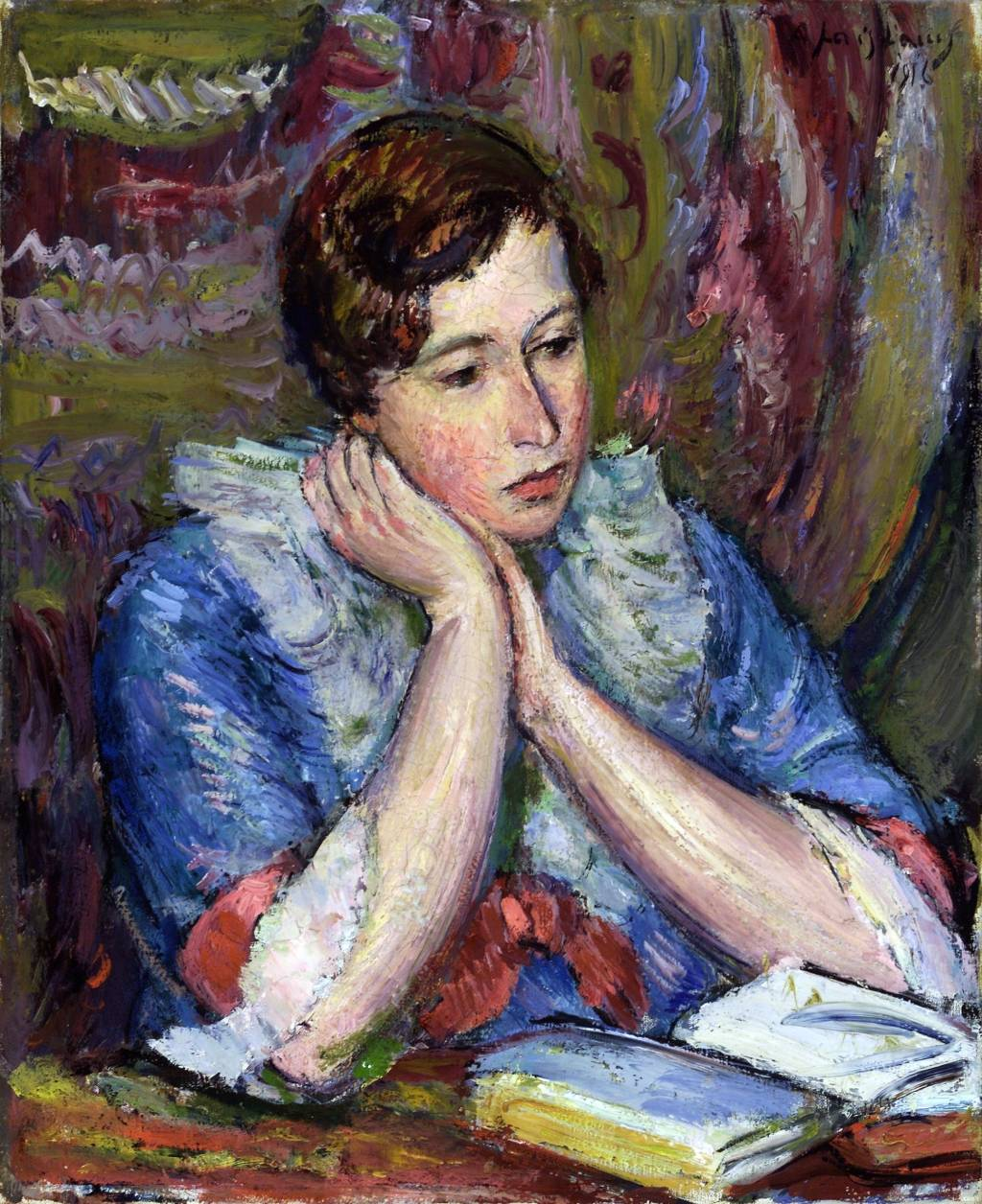

الشرود الذهني أو التشتت الذهني،  هو فقدان الإحساس بالمكان، والزمان. ومن الطبيعي أن تمر على الإنسان لحظات من السرحان، والشرود في الذهن، ولكن يزداد الأمر عن حده عند بعض الأشخاص، ليصبح «الشرود الذهني» شيء يلازمهم في كثير من الأوقات. وفي هذه الحالة، يجب البحث وراء الأسباب المسببة لذلك للتخلص منها. بالإضافة لذلك يعد الشرود بالذهن إحدى السمات الإنسانية الفريدة فهو عبارة عن فترات يتحول فيها انتباه الإنسان عن المهمة الحالية للتركيز على أفكار ليست لها علاقة بالمهمة.

## الإيجابيات
إن الإنسان يقضي معظم وقت الشرود الذهني في وضع مخطط للمستقبل بدلا من من أن يقضيه في تخيل مواقف غير واقعية. فهو يعد استغلالاً جيداً للوقت لأنه يتيح لنا إجراء مهامنا اليومية بكفاءة مثل: إنهاء الواجبات المنزلية وممارسة كرة القدم. مما يزيد قدرة الإنسان حل المشكلات بطريقة إبداعية.

## السلبيات
تسبب كثرة الشرود الذهني والسرحان في الإصابة بمشكلات نفسية وصحية كما يؤثر على الحياة بشكل عام ويؤدي إلى انخفاض الأداء في العمل والتقصير في المهام المختلفة التي يجب القيام بها وبالتالي قلة الإنتاج ووجود أزمات على المستوى المهني.

## المقاييس العلمية
قد بحثوا العلماء عن الشرود الذهني ووصلوا إلى عدة طرق مثل إجراء  التجارب على بعض المتطوعين الذين جاءوا للدراسة حيثُ كان على المُشاركين تسجيل معلومات عن حالتهم بفترات عشوائية عند ممارسة حياتهم اليومية أو العملية وكجزء من التجربة، على المشاركين أن يسألوا أنفسهم بما كانوا يفكروا فيه في هذه اللحظة: هل كنت أنتبه للمهمة الحالية؟ أم كنت شارد الذهن؟.